# ديفيد ديلوسيا
ديفيد ديلوسيا (بالإنجليزية: David DiLucia) مواليد 15 يناير 1970 في بنسيلفانيا، هو لاعب كرة مضرب أمريكي سابق وكان يلعب باليد اليمنى. أعلى تصنيف له في الفردي كان المركز الـ 248 في سنة 1998. أعلى تصنيف له في الزوجي كان المركز الـ 92 في سنة 1998.

## الميداليات
| الميدالية | المسابقة                    |
| --------- | --------------------------- |
| ذهبية     | دورة الألعاب الأمريكية 1991 |
| فضية      | دورة الألعاب الأمريكية 1991 |

## روابط خارجية
- ديفيد ديلوسيا على موقع رابطة محترفي التنس (الإنجليزية)
- ديفيد ديلوسيا على موقع الاتحاد الدولي لكرة المضرب (الإنجليزية)
- ديفيد ديلوسيا على موقع خلاصة التنس.كوم (الإنجليزية)